# Metamynoglenes magna
Metamynoglenes magna là một loài nhện trong họ Linyphiidae.
Loài này thuộc chi Metamynoglenes. Metamynoglenes magna được A. David Blest miêu tả năm 1979.